# Coptops diversesparsus
Coptops diversesparsus es una especie de escarabajo longicornio del género Coptops, tribu Mesosini, subfamilia Lamiinae. Fue descrita científicamente por Pic en 1917.

## Descripción
Mide 12-16 milímetros de longitud.

## Distribución
Se distribuye por China y Laos.